# Vallanca (kommunhuvudort)
Vallanca är en kommunhuvudort i Spanien.   Den ligger i provinsen Província de València och regionen Valencia, i den centrala delen av landet, 200 km öster om huvudstaden Madrid. Vallanca ligger 1 073 meter över havet och antalet invånare är 190.
Terrängen runt Vallanca är kuperad, och sluttar brant österut. Runt Vallanca är det glesbefolkat, med 10 invånare per kvadratkilometer. Närmaste större samhälle är Ademuz, 4,0 km öster om Vallanca. Omgivningarna runt Vallanca är i huvudsak ett öppet busklandskap.